# Eldevika
Eldevika – wieś w zachodniej Norwegii, w okręgu Sogn og Fjordane, w gminie Vågsøy. Miejscowość leży na północnym brzegu fiordu Nordfjord. W pobliżu Eldeviki leżą miejscowości: Vemmelsvik, Falkevika, Angelshaug, Verpeidet oraz Allmenningen. Od centrum administracyjnego gminy w Måløy wieś dzieli odległość około 9 km. 
W pobliżu miejscowości leży wyspa Eldevikholmen.